# Олексіївка (Хотінська селищна громада)
Олексі́ївка — село в Україні, у Хотінській селищній громаді Сумського району Сумської області. У 2025 році населення становило 0 осіб. До 2016 орган місцевого самоврядування — Олексіївська сільська рада.

## Географія
Село Олексіївка знаходиться на одному з витоків річки Снагість. На відстані 2,5 км розташовані села Володимирівка, Андріївка і Новомиколаївка. За 4 км проходить кордон з Росією.

## Історія
За даними на 1864 рік у власницькому селі Сумського повіту Харківської губернії мешкало 1339 осіб (664 чоловічої статі та 675 — жіночої), налічувалось 89 дворових господарств, існував винокурний завод.
Станом на 1885 рік у колишньому власницькому селі Писарівської волості мешкало 1746 осіб, налічувалось 238 дворів, існували православна церква, школа та 3 лавки.
За переписом 1897 року кількість мешканців зменшилась до 1506 осіб (725 чоловічої статі та 781 — жіночої), всі — православної віри.
Станом на 1914 рік кількість мешканців зросла до 1561 особи.
9 березня 1943 року нацистські військові спалили 300 дворів села Олексіївка Сумського району.
12 червня 2020 року, відповідно до Розпорядження Кабінету Міністрів України № 723-р «Про визначення адміністративних центрів та затвердження територій територіальних громад Сумської області» увійшло до складу Хотінської селищної громади.
19 липня 2020 року, в результаті адміністративно-територіальної реформи та ліквідації Сумського району(1923—2020), село увійшло до новоутвореного Сумського району.
10 липня 2022 року армія РФ застосовувала ствольну та реактивну артилерію для обстрілів сіл Володимирівка та Олексіївка.
19 липня 2024 року російські війська обстріляли село. Зафіксовано 1 вибух, ймовірно скид ВОГ з БПЛа.

## Відомі люди
- Єрмоленко Олександра Трохимівна (1938—2022) — українська художниця декоративно-ужиткового мистецтва
- Кузьменко Олексій Дмитрович (1949) — український графік.
- Носов Сергій Павлович (1978—2024) — молодший сержант Збройних Сил України, учасник російсько-української війни.
- Пузік Володимир Кузьмич (1948) — учений, доктор сільськогосподарських наук, професор, член-кореспондент НААН України, ректор Харківського національного аграрного університету імені В. В. Докучаєва
- Садовський Іван Максимович (нар.1912 — † 1944) — Герой Радянського Союзу.[10]